# Constantin Doukas (souverain de Thessalie)
Pour l’article homonyme, voir Constantin Doukas.
Constantin Doukas (en grec : Κωνσταντίνος Δούκας, Kōnstantinos Doukas) dirige la principauté de Thessalie de 1289 à sa mort en 1303.

## Biographie
Constantin Doukas est le deuxième fils de Jean Doukas de Thessalie par son épouse. Il hérite des terres de son père car son aîné Michel Comnène est en prison à Constantinople. Après avoir succédé à son père en 1289, Constantin règne en Thessalie et en Grèce centrale avec pour capitale Néopatras ou Neai Patrai dans le territoire qui sera nommé ensuite duché de Néopatrie. Il est aidé par son plus jeune frère Théodore Ange qui meurt en 1300.
Tôt dans son règne, la mère de Constantin entame des négociations avec l'Empire byzantin ; en échange de la reconnaissance de la suzeraineté byzantine sur la Thessalie, Constantin est élevé à la dignité de sebastokratōr. Constantin poursuit la guerre de son père contre Nicéphore Ier Doukas, despote d'Épire et ses alliés angevins. 
La campagne de 1295 lui permet de prendre des forteresses que Nicéphore avait attribuées en dot à sa fille Thamar, mariée avec Philippe Ier de Tarente, fils de Charles II de Naples. La plupart de ces positions sont perdues en 1296 lorsque les Angevins viennent chercher par la force leur dot. Cette guerre se termine par une trêve avec Philippe Ier. La forteresse d'Angelokastro (Étolie-Acarnanie) n'est cependant récupérée par les Angevins qu'après de nouvelles hostilités en 1301.
Pratiquement rien d'autre n'est connu au sujet du règne de Constantin, qui meurt en 1303.

## Famille
Constantin Doukas a au moins un fils :
- Jean II Doukas, qui lui succède à la tête de la Thessalie.